# 卢比扬卡大楼
盧比揚卡大楼（俄语：Лубя́нка）是俄国克格勃总部常用代称，包含了俄罗斯首都莫斯科卢比扬卡广场附属监狱。该建筑属新巴洛克式建筑，1898年落成，原為「全俄保險公司」總部，十月革命後被全俄肃反委员会接收，成為祕密警察總部。1940-1947年曾增建。目前是俄羅斯聯邦安全局總部，並設有克格勃博物館。

## 歷史

### 起源

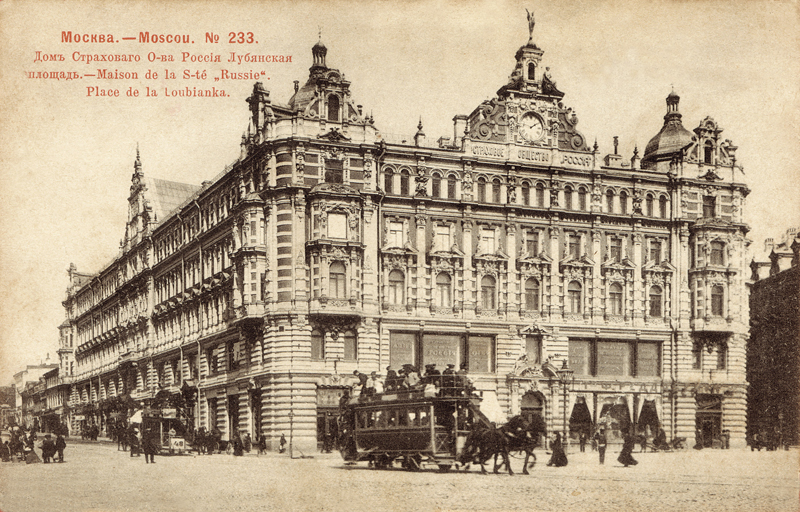
1917年前原为全俄保险公司总部的卢比扬卡大楼

盧比揚卡最初建於1898年，是全俄羅斯保險公司的總部，以鑲木地板和淺綠色牆壁聞名。大廈拥有龐大的規模，帕拉第奧式和巴洛克式細節。
布爾什維克革命後，在蘇聯笑話中，它被稱為“莫斯科的高層建築”。

### 克格勃
大清洗期間，辦公室由於工作人員數量，變得越來越擁擠。1940年，阿列克谢·维克多罗维奇·休谢夫被委託擴建該建築。他的設計在水平方向上將盧比揚卡的尺寸擴大了一倍。
儘管蘇聯秘密警察多次更名，但其總部仍在這座大樓中。
現已知在1947年，日後被以色列認定為國際義人的羅爾·華倫堡遭處決於大樓之中。

### 後克格勃
1990年，在盧比亞卡對面豎起了索洛維茨基石碑，以紀念受政治壓迫的受害者。